# Hemiphileurus ryani
Hemiphileurus ryani är en skalbaggsart som beskrevs av Brett C.Ratcliffe och Ivie 1998. Hemiphileurus ryani ingår i släktet Hemiphileurus och familjen Dynastidae. Inga underarter finns listade i Catalogue of Life.